# Alexei Sergejewitsch Suworin

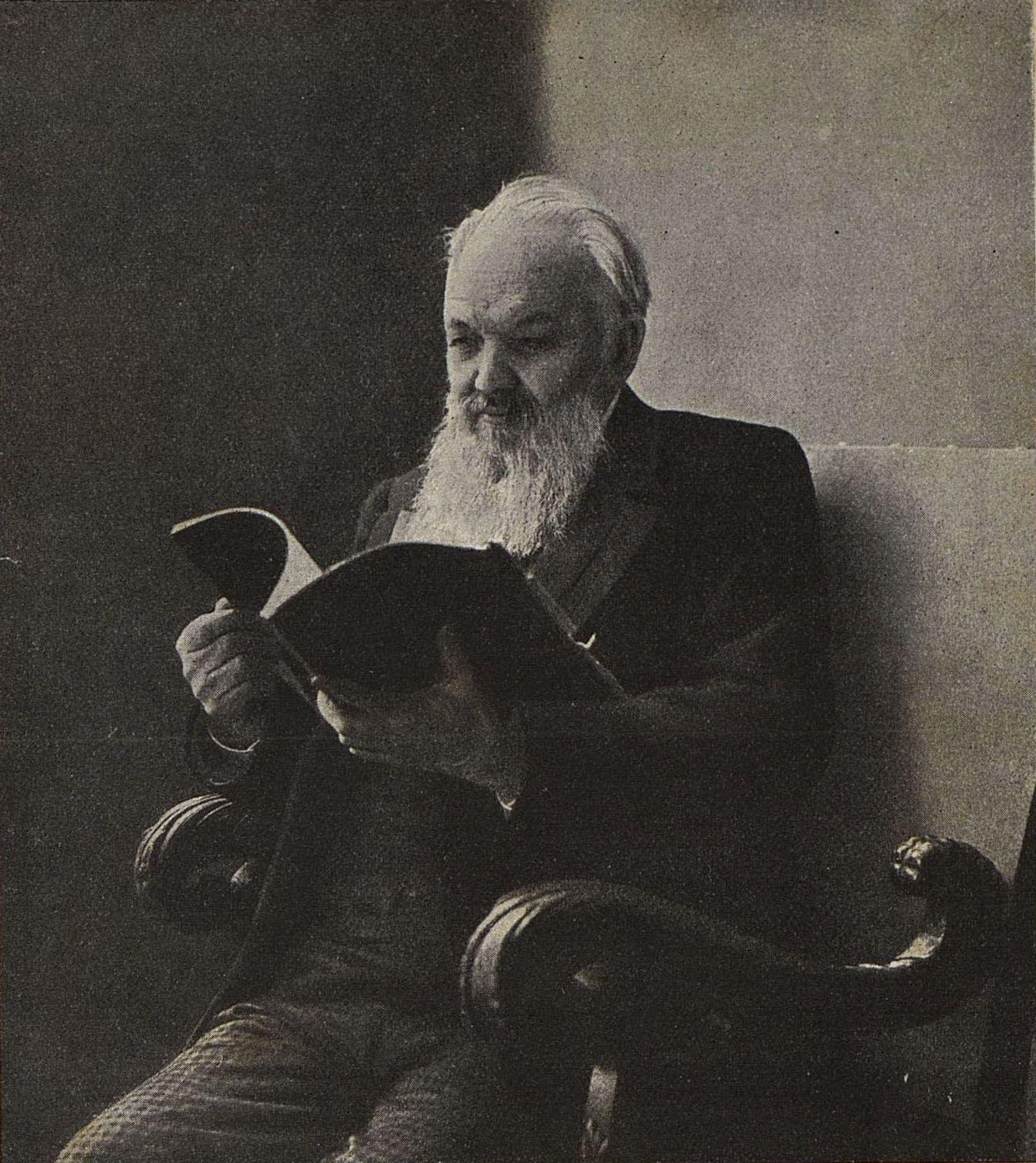
Alexei Suworin Anfang des 20. Jh.

Alexei Sergejewitsch Suworin (russisch Алексе́й Серге́евич Суво́рин, wiss. Transliteration Aleksej Sergeevič Suvorin; * 11. Septemberjul. / 23. September 1834greg. in Korschewo, Ujesd Bobrow, Gouvernement Woronesch; † 11. Augustjul. / 24. August 1912greg. in Zarskoje Selo) war ein russischer Verleger, Publizist, Dramatiker und Theaterkritiker. Er verlegte seit 1876 die Zeitschrift Nowoje wremja („Neue Zeit“) und war lange Zeit mit dem Autor Anton Tschechow befreundet.

## Leben
Suworin war Sohn eines Hauptmanns. Er schloss in Woronesch eine Militärschule ab, trat jedoch schon bald darauf vom Armeedienst zurück und widmete sich stattdessen der Tätigkeit als Lehrer. Daneben begann Suworin vermehrt Aufsätze und Kurzerzählungen zu schreiben, die er ab 1858 in verschiedenen Zeitschriften publizierte. Nachdem einige seiner Texte (die unter einem Pseudonym herausgegeben wurden) in der Moskauer Zeitschrift Russkaja Retsch erschienen, lud ihn die Verlegerin dieser Zeitschrift zur Redaktionstätigkeit nach Moskau ein. Suworin zog 1861 dorthin und veröffentlichte in den nachfolgenden Jahren mehrere Erzählungen und Aufsätze, sowohl in Russkaja Retsch, nach dessen Einstellung aber auch in bekannten Literaturzeitschriften wie dem Sowremennik.
1863 zog Suworin nach Sankt Petersburg. Dort publizierte er unter anderem auch satirische Texte in der Zeitung Sankt-Peterburgskije Wedomosti, die er später als eigenständige Sammlung drucken ließ. Für diese Sammlung, die von der zaristischen Zensur als zu liberal gesinnt empfunden wurde, musste Suworin 1866 einen gerichtlichen Prozess und darauf folgend drei Wochen Strafarrest über sich ergehen lassen. Ende der 1860er- und Anfang der 1870er-Jahre veröffentlichte Suworin unter dem Pseudonym Nesnakomez („Unbekannter“) etliche Feuilletons in Sankt-Peterburgskije Wedomosti. In dieser Tätigkeit zeigte sich Suworin als guter Satiriker, der unter anderem bekannte konservative Journalisten zur Zielscheibe wählte. Dies gilt als einer der Hauptgründe dafür, dass 1874 die gesamte Redaktion der Wedomosti einschließlich Suworin entlassen wurde.
Anfang 1876 erwarb Suworin einen Anteil an der Petersburger Zeitung Nowoje wremja und betätigte sich seitdem und bis zu seinem Tod 1912 als deren Verleger. In diesem Zeitraum schaffte es die ehemals marode Zeitung auf eine beachtliche Auflage von bis zu 30.000 Exemplaren, was nicht zuletzt der ausführlichen Berichterstattung vom Russisch-Türkischen Krieg zu verdanken war. Vom ehemals liberalen Geist seiner Veröffentlichungen rückte Suworin nach dem Erwerb der Nowoje Wremja ab und legte stattdessen gerade bei der Kriegsberichterstattung Wert auf panslawischen Patriotismus, dem die Zeitung im Wesentlichen auch ihre gestiegene Popularität zu verdanken hatte.
1885 lernte Suworin den als erfolgversprechend geltenden Nachwuchsautor Anton Tschechow bei dessen erstem Besuch in Petersburg kennen und überredete ihn sogleich, dessen Erzählungen nunmehr für Nowoje Wremja zu schreiben und Sammelbände im zugehörigen Verlagshaus drucken zu lassen. Er bot Tschechow ein höheres Honorar, als dieser es damals gewohnt war, und vermochte, nicht zuletzt dank seiner hervorragenden Allgemeinbildung und erschöpfender Kenntnis der Literatur und der Belange der Autoren, den jungen Autor in vielerlei Hinsicht zu beeindrucken. Die enge Zusammenarbeit und Freundschaft zwischen Tschechow und Suworin dauerte von 1886 bis 1899. Der reichhaltige Briefwechsel zwischen den beiden in diesem Zeitraum gilt als ein wichtiges Zeitdokument, das eine Vielzahl von Aspekten aus Tschechows Wirken und seiner Denkweise beleuchtet.

„Die Tolstojsche Moral [hat] aufgehört mich zu rühren, im tiefsten Innern meines Herzens bin ich ihr gegenüber feindselig eingestellt […] In meinen Adern fließt Bauernblut, mit Bauerntugenden setzt mich darum niemand in Erstaunen. Ich habe von klein an auf an den Fortschritt geglaubt und gar nicht anders gekonnt, als an ihn zu glauben, denn der Unterschied zwischen der Zeit, als ich geschlagen wurde, und der Zeit, als man aufhörte mich zu schlagen, war schrecklich […] Überlegung und Gerechtigkeitssinn sagen mir, dass in Elektrizität und Dampfkraft mehr Menschenliebe liegt als in Keuschheit und Ablehnung des Fleischgenusses.“

In seiner Zeit bei Nowoje Wremja ließ die Autorentätigkeit Suworins gegenüber den 1860er-Jahren stark nach. Jedoch widmete sich Suworin in den 1890er-Jahren verstärkt dem Theater und wurde zu jener Zeit sowohl als Kritiker als auch als Autor eigener Stücke (unter anderem der Komödie Tatjana Repina (1889)) bekannt.

## Schriften
- A. S. Ssuworin: Das Geheimtagebuch. Übersetzt und herausgegeben von Otto Buek und Kurt Kersten. E. Laub, Berlin, 1925